# بلدية فوجيزو
بلدية فوجيزو هي إحدى بلديات مقاطعة ماكامبا في جنوب بوروندي. تقع العاصمة في فوجيزو.